# 阿纳斯塔西娅·佐洛蒂奇
阿納斯塔西婭·佐洛蒂奇（2002年11月23日—）是一名美國女子跆拳道運動員。她曾經獲得2018年世界青少年跆拳道錦標賽女子52公斤級金牌以及2019年泛美運動會跆拳道比賽女子57公斤級金牌。

## 外部連結
- TaekwondoData.com （页面存档备份，存于）
- 阿纳斯塔西娅·佐洛蒂奇的X（前Twitter）
- 阿纳斯塔西娅·佐洛蒂奇的Instagram帳戶